# Ardea insignis
La garza de vientre blanco (Ardea insignis) es una especie de ave pelecaniforme de la familia Ardeidae que habita en la India y en los Himalayas principalmente en el este. Su plumaje es gris en su cuello y blanco en el vientre y por eso se le atribuye su nombre. Pone de 2 a 3 huevos. Además, es la segunda garza más grande del mundo luego de la garza goliat

## Estado de conservación
Está en estado crítico de extinción según la UICN desde el año 2007 por la caza indiscriminada y la destrucción de su hábitat.